# Onyx (mineraal)

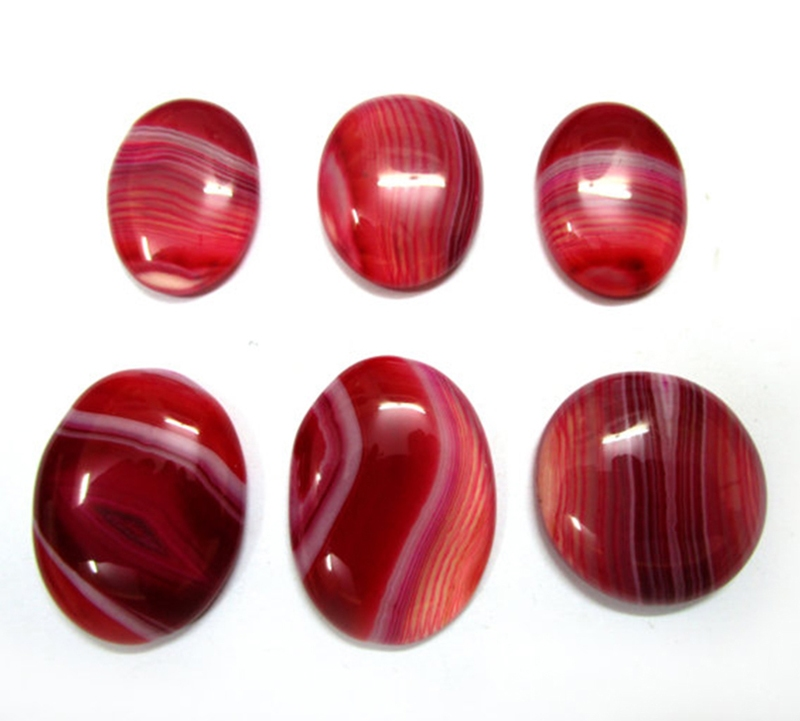
Handwerk van rode onyx.

Onyx is een mineraal en een variëteit van kwarts, meer nader bepaald een variant van chalcedoon. Onyxen zijn tweekleurige nesosilicaten, waarbij de kleuren als lagen of banden met elkaar verweven zijn.
Onyx is verwant aan agaat, een vierkleurige kwartsvariant. Er zijn verschillende soorten onyxen, waarbij de basisnaam onyx normaal gesproken gebruikt wordt om een mineraal aan te duiden met witte en zwarte lagen. Daarnaast kennen we ook de sardonyx met witte en roodbruine (de kleur die sard genoemd wordt) lagen en carneool of carneoolonyx (vuurrode en witte lagen).
Onyx wordt gevonden in Argentinië, Brazilië, Madagaskar, Mexico, Uruguay, de Verenigde Staten en Pakistan.

## Industriële toepassing
Onyx is een populair mineraal voor toepassing als siersteen in ringen en pendanten. De zwarte onyx vindt daarbij met name gretig aftrek voor sieraden die gedragen kunnen worden bij rouwaangelegenheden, vanwege het contrast van het diepe zwart en het parelwit dat deze steen tekent.
Onyxen worden meestal cabochon geslepen — dat wil zeggen, afgerond en gepolijst en niet gefacetteerd zoals diamanten. Daarnaast worden onyxen soms tot kralen geslepen. Beide vormen behouden de natuurlijke, vloeiende vorm van het wit door het gekleurde materiaal heen en vermijden scherpe afsnijdingen. Daarnaast wordt onyx toegepast voor het maken van zegelstenen en camees, waarbij ze zo geslepen worden dat de banden contrasteren met het grondmateriaal.
Onyxen worden ook gebruikt om andere stenen mee te splijten.

## Kunstonyxen
Onyxen zijn zo gewild dat de natuurlijke aanvoer ervan niet aan de vraag kan voldoen. Om die reden wordt veel gebruikgemaakt van kunstonyxen. De meest bekende kunstonyxen worden vervaardigd door het verven van agaten of het onderdompelen van grauwe chalcedoonen in een zuurbad. Soms wordt ook een glanzende obsidiaan als basismateriaal gebruikt, die dan ruw gepolijst wordt; het resultaat is een matte, diepzwarte kleur.
Het onderscheiden van echte en onechte onyxen is een bijzonder lastig karwei. Een steen is pas een echte onyx als de witte banden helemaal door het materiaal geweven zitten, ook diep binnen de steen. Om dat vast te stellen is een uitgebreid, mineralogisch onderzoek meestal onvermijdelijk.

## Geschiedenis
In de oudheid werd karneool gedolven in Noord-Afrika als siersteen. In de keizertijd werden onyxen vooral gebruikt voor de vervaardiging van edelstenen; in de westelijke provincies werden regelmatig ringen met dergelijke stenen aangetroffen. In de laatromeinse tijd vinden we karneolparels ook in de oostelijke provincies. Boven de Alpen kwamen karneolen maar een enkele keer voor, zoals in Pfyn en Zwitserland.

## Onyx in de esoterie
De onyx heeft een lange geschiedenis van esoterisch gebruik.
In de middeleeuwen werd de onyx gezien als "onheilssteen", een symbool van rouw en ellende. Andere bronnen vertellen dat hij ook als een helende steen bekend stond, met een positieve uitwerking op de huid, het haar en de nagels. Het Griekse woord onux betekende eerder ook al ‘klauw, vingernagel’, verwant met het Nederlandse woord nagel. De naam zou berusten op de overeenkomst in kleur van de kwartsachtige siersteen en een vingernagel, maar kan ook volksetymologisch aan dat woord zijn aangepast. 
Binnen astrologie wordt onyx in verband gebracht met de steenbok uit de dierenriem en met Saturnus. Onyx zou ook een heilzame invloed uitoefenen tegen misselijkheid, overgevoeligheid voor het weer en maag- en darmklachten.